# Elecciones estatales de Perlis de 1969
Las elecciones estatales de Perlis de 1969 tuvieron lugar el 10 de mayo del mencionado año con el objetivo de renovar los 12 escaños de la Asamblea Legislativa Estatal, que a su vez investiría a un Menteri Besar (Gobernador o Ministro Principal) para el período 1969-1974, a no ser que se realizaran elecciones anticipadas en ese período. Al igual que todas las elecciones estatales perlisianas, tuvieron lugar al mismo tiempo que las elecciones federales para el Dewan Rakyat de Malasia a nivel nacional.
La oficialista Alianza obtuvo la victoria con el 53.48% de los votos y 11 de los 12 escaños. El opositor Partido Islámico Panmalayo (PAS), a pesar de lograr el 43.86% de los votos y de ser individualmente el partido más votado (por 327 votos encima de la UMNO, líder de la Alianza), solo pudo obtener un escaño debido al sistema de escrutinio mayoritario uninominal defectuoso que regía en el estado y en el país. El Partido Popular de Malasia obtuvo el 3.29% del voto restante, habiendo presentado solo cinco candidaturas (insuficientes para una mayoría absoluta) y con todos sus candidatos perdiendo sus depósitos. La participación decreció ligeramente, pero de todas formas concurrió a votar el 80.27% del electorado registrado.
Pese a que el Menteri Besar Sheik Hashim resultó fácilmente reelegido y a que la Asamblea Estatal de Perlis se mantuvo igual a la anterior legislatura, el crecimiento opositor ocurrido en las elecciones federales se hizo notar también en el estado, principalmente en el voto popular. Sheik Hashim dimitiría en diciembre de 1971, siendo reemplazado por Jaafar Hassan.

## Resultados
|  | 43.07 % |

|  | 75.00 % |

|  | 10.44 % |

|  | 16.67 % |

|  | 53.48 % |

|  | 91.67 % |

|  | 43.84 % |

|  | 8.33 % |

|  | 2.65 % |

|  | 0.00 % |

|  | 93.92 % |

|  | 6.08 % |

|  | 100.00 % |

|  | 80.27 % |